# Funival
Le Funival est le seul funiculaire de Val-d'Isère et permet d'accéder à une plate-forme sous le sommet de rocher de Bellevarde, à proximité de l'arrivée du Téléphérique 3S de l'Olympique, du TSD6 Marmottes Express, du TSD4 Loyes Express et du TSD6 Fontaine Froide. Sur le plan historique, c'est le premier funiculaire souterrain de France, même si le premier tiers est en extérieur. Une inspection a été menée pendant l'été 2013 par les équipes de la STVI sur le funiculaire en gare de La Daille. Le Funival commence de La Daille et après quelques centaines de mètres entre dans un tunnel dont il ressort derrière le rocher de Bellevarde. Il fait partie des deux funiculaires de l'Espace Killy (grand domaine skiable formé par les stations de Tignes et de Val d'Isère) avec le Funiculaire Perce-Neige.
Le Funival utilise deux trains, reliés par câbles, sur une seule voie. Au milieu de la voie, une courte section de double voie permet aux funiculaires de se croiser.

## Historique
L'accès à Bellevarde se fait depuis bien longtemps par le téléphérique de Bellevarde depuis Val d'Isère et depuis la Daille par une télécabine en deux tronçons construite par le français Pomagalski en 1966. À l'époque, c'est la première télécabine semi-automatique de France

## Spécifications techniques
Quelques caractéristiques techniques supplémentaires  :
Longueur du viaduc : 580 m
Longueur du tunnel : 1 720 m
Inclinaison maximale : 53 %
Maître d'œuvre : DCSA
Architecte : Marc Albert
Producteur : Montaval
Ingénierie : BOTTO
Installation technique : Waagner-Birò et Montaval
Coût total du projet 1987 : 60 millions de francs (1987), 38 millions de francs d'ingénierie civile et 22 millions de francs pour l'installation technique.
Année de construction : 1987

## Fonctionnement
Une voie simple part de La Daille où le funiculaire se déplace sur une voie élevée, sur 580 m. Les 1720 m restants sont parcourus à travers un tunnel percé dans la montagne.
Un câble court depuis l'avant du funiculaire du bas, grâce à six poulies  dont quatre motrices installées dans la station de montagne vers l'arrière du train descendant. La masse du train descendant permet de tirer le train montant et les moteurs électriques fournissent l'énergie destinée à compenser la différence de poids entre les deux trains.
Lors de la plupart des trajets, le train montant est beaucoup plus lourd que le train descendant étant donné que la fonction principale du Funival est de transporter les skieurs en haut de la montagne. Si le train descendant est plus lourd que le train montant, les moteurs électriques peuvent servir de freins. Chaque train possède également des freins mécaniques qui servent de frein de secours en cas de défaillance du frein principal.

### La gare aval (La Daille - 1 797 m)
La gare aval du funiculaire est située au hameau de la Daille avant d'arriver à Val d'Isère depuis le Lac du Chevril. Située à côté du téléski fixe des Lanches, c'est une gare en plein air non couverte. Les skieurs et piétons embarquent sur des quais grillagés en escalier.
Au niveau technique, cette gare assure la tension du câble mais pas sa mise en mouvement.

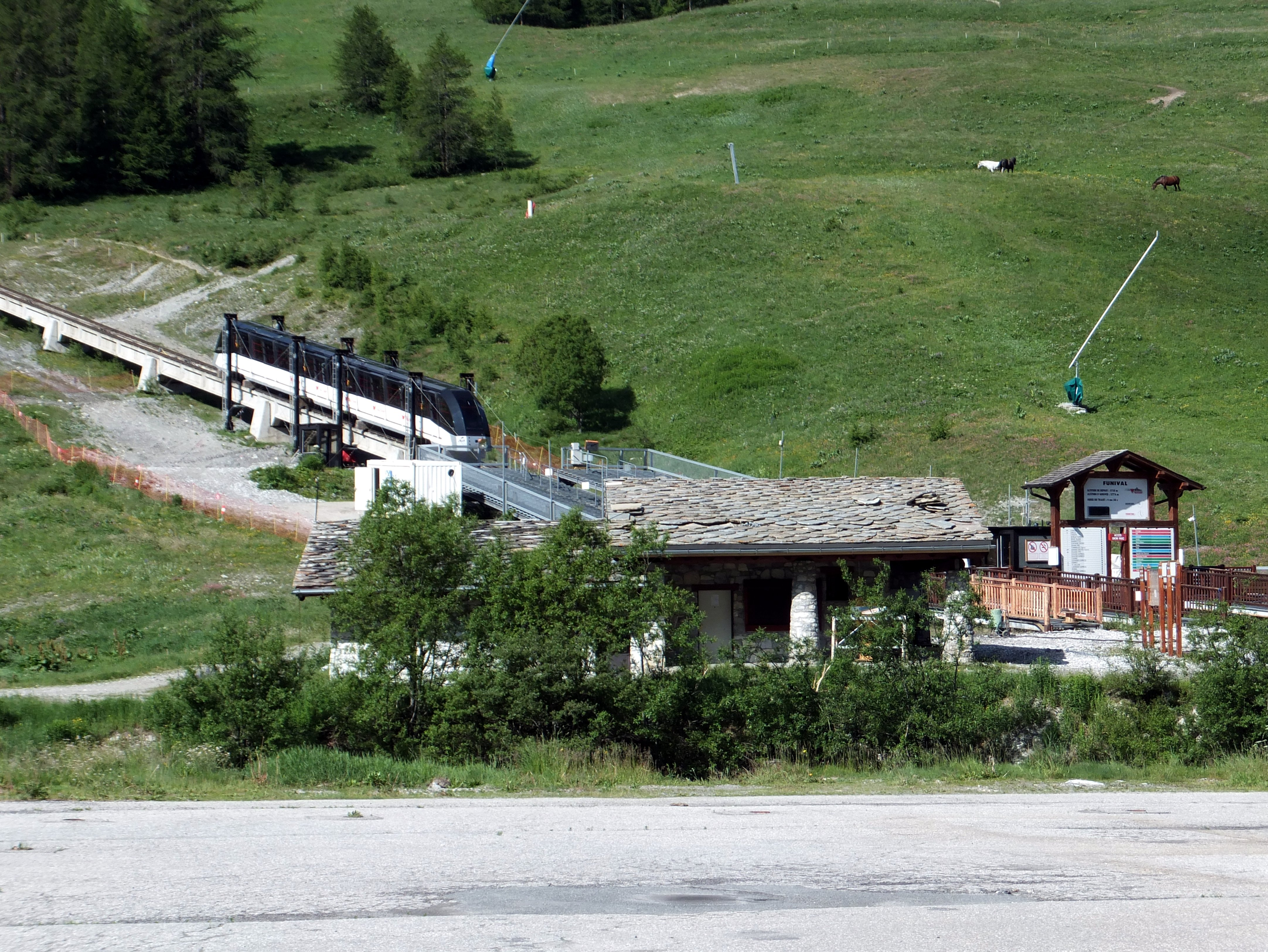
La gare aval du funival en été.

### Ligne
La ligne est en plein air sur les 580 premiers mètres, avec un survol sur un viaduc à pieds en triangles. Elle entre ensuite dans un long tunnel creusé sous le rocher de Bellevarde avant d'arriver à une plate-forme non loin de l'arrivée des appareils Olympique, Marmottes Express, Loyes et Fontaine Froide.
Après la sortie de gare aval, la ligne longe le téléski Lanches ainsi que la fin de la piste rouge Orange. Le viaduc qui suit permet de garder une pente constante tout en survolant un bois épais avant de s'engager dans un long tunnel creusé sous le rocher de Bellevarde.
La pente est croissante tout au long de la montée pour arriver à 53 % en gare amont. Les travaux de génie civil ont engendré ainsi des coûts de 38 000 000 F.

Profil en long de la ligne du funival (pente en pour mille)
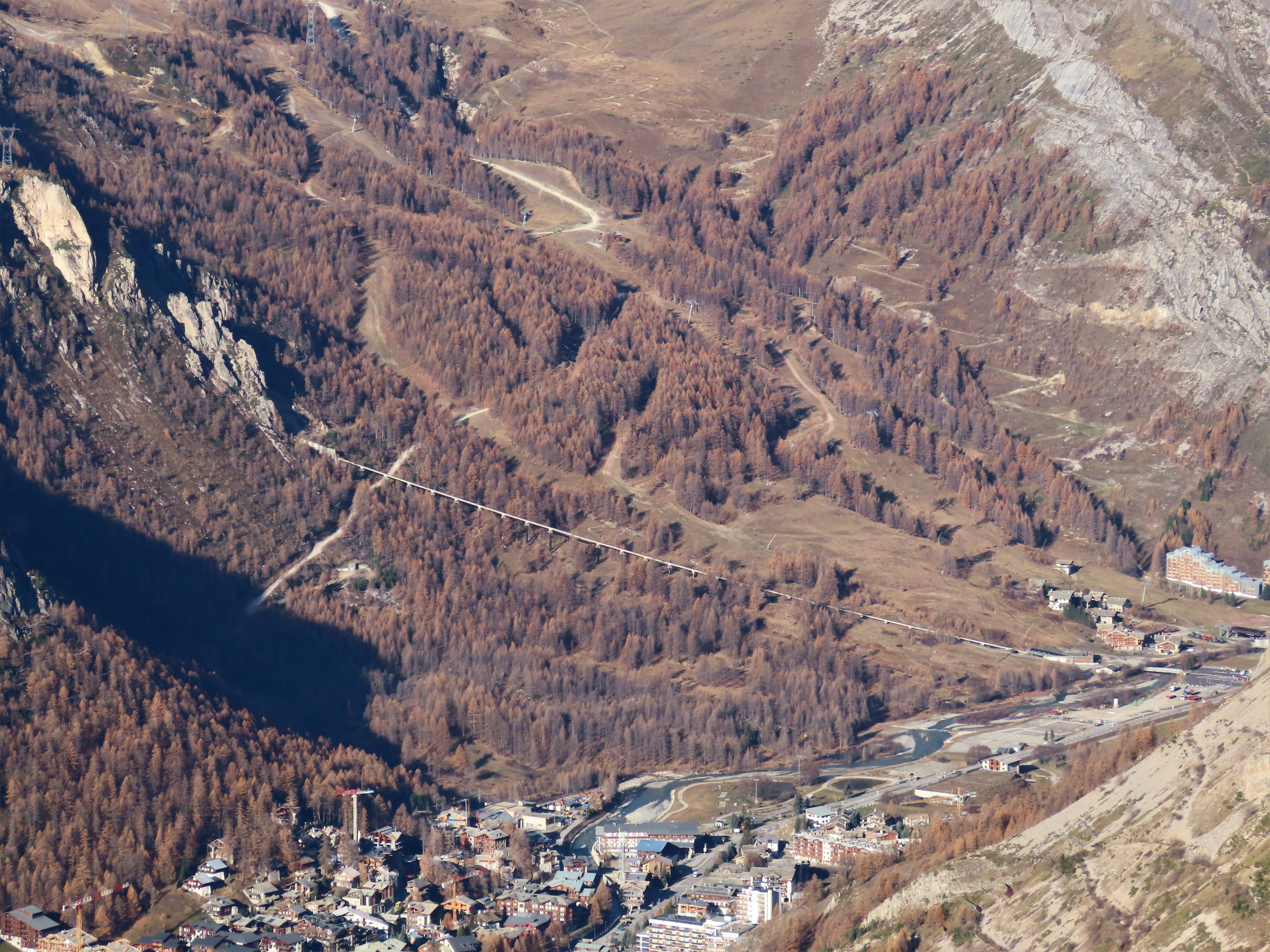
Ligne du Funival à l'automne.
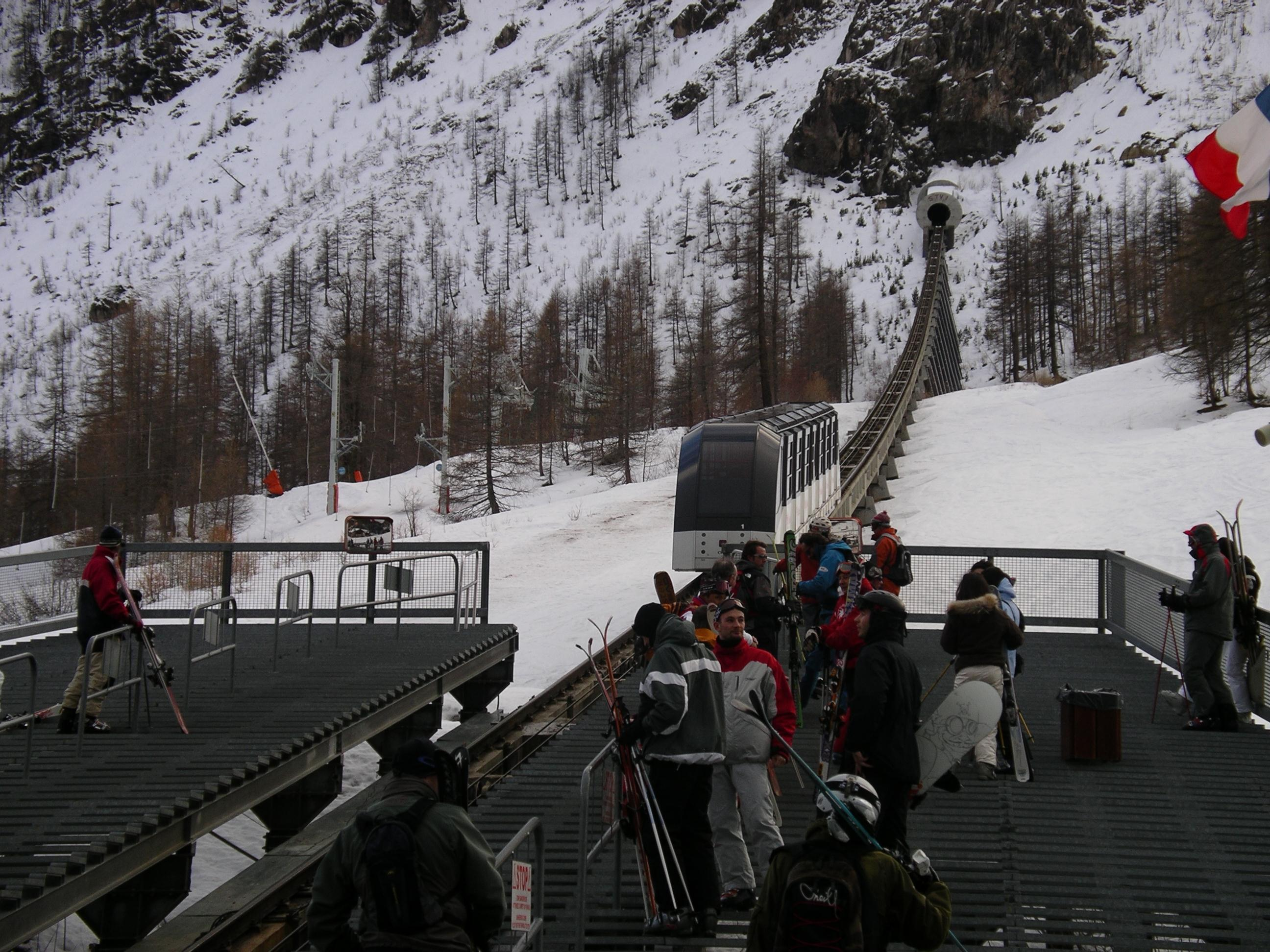
Ligne du Funival en hiver

### Gare amont - Bellevarde (2 689 m)
Le funiculaire Funival arrive dans le tunnel à l'aplomb du Rocher de Bellevarde quelques dizaines de mètres au-dessus. La pente y est alors maximale (53 % mesurés par le Ministère des Transports et de l'Équipement (France)). Les passagers arrivent alors sur des quais en béton avant de sortir par un bâtiment en tôle entre l'arrivée du télésiège Marmottes Express, le 3S Olympique provenant de Val-d'Isère et le télésiège de fontaine froide.

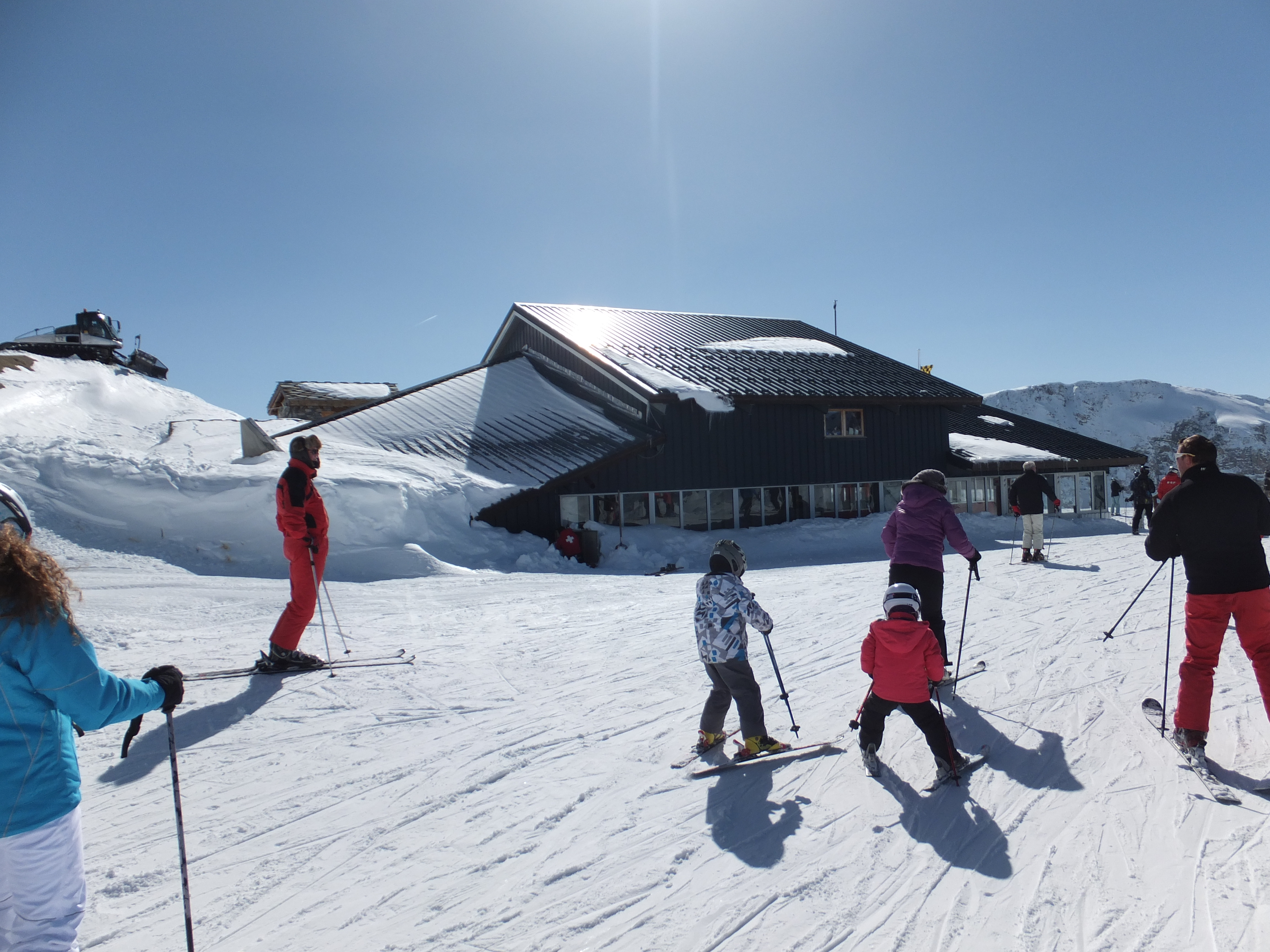
La gare amont du Funival en hiver.

### Les véhicules
Le Funival est exploité avec deux véhicules de 220 places construits par le cabinier CWA et livrés en 2003. On retrouve des supports en cabine afin de pouvoir se tenir. Le véhicule est incliné à 35 % ; le plancher est en gradin afin que les passager puissent rester debout.

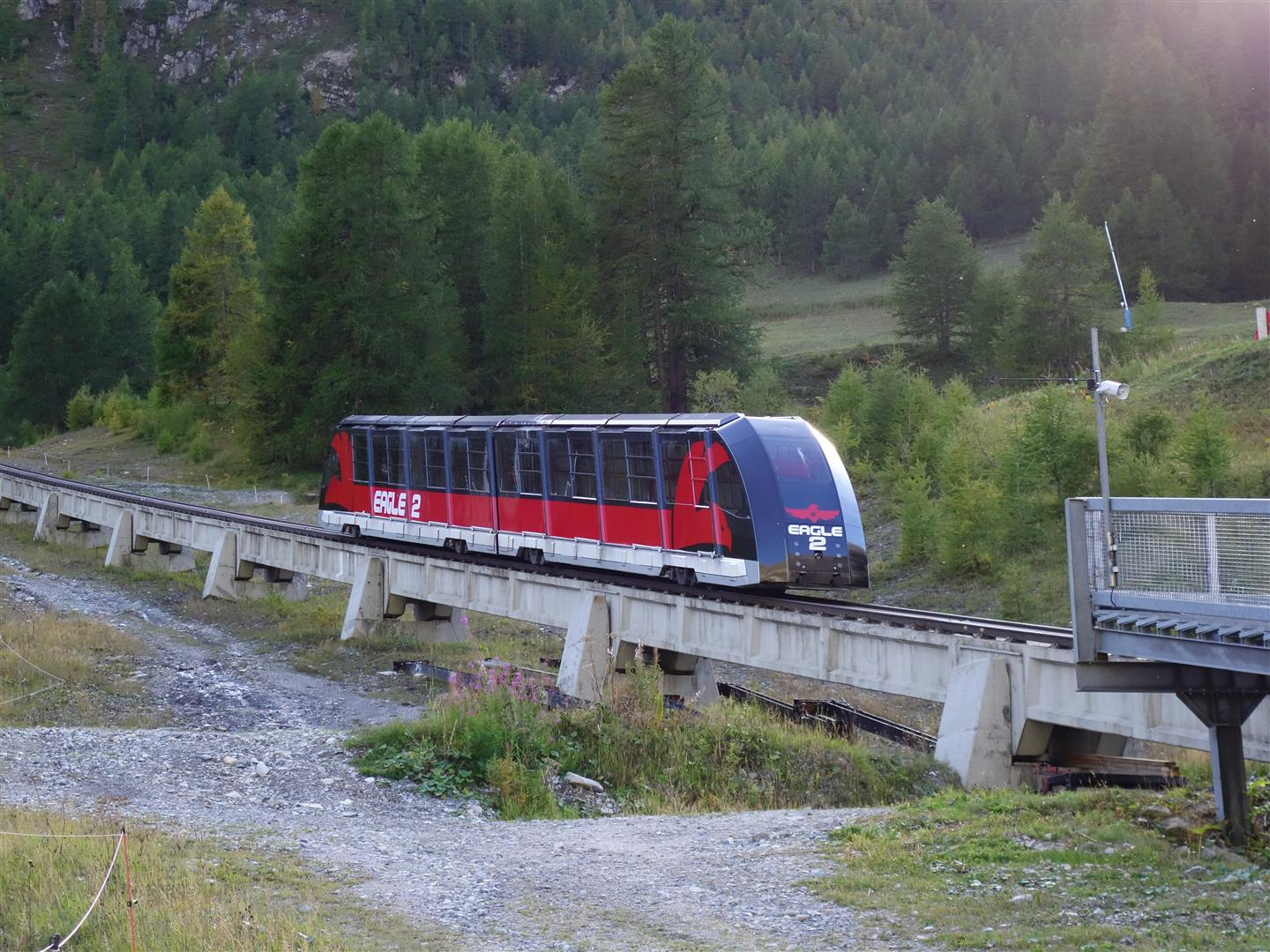
Cabine du Funival

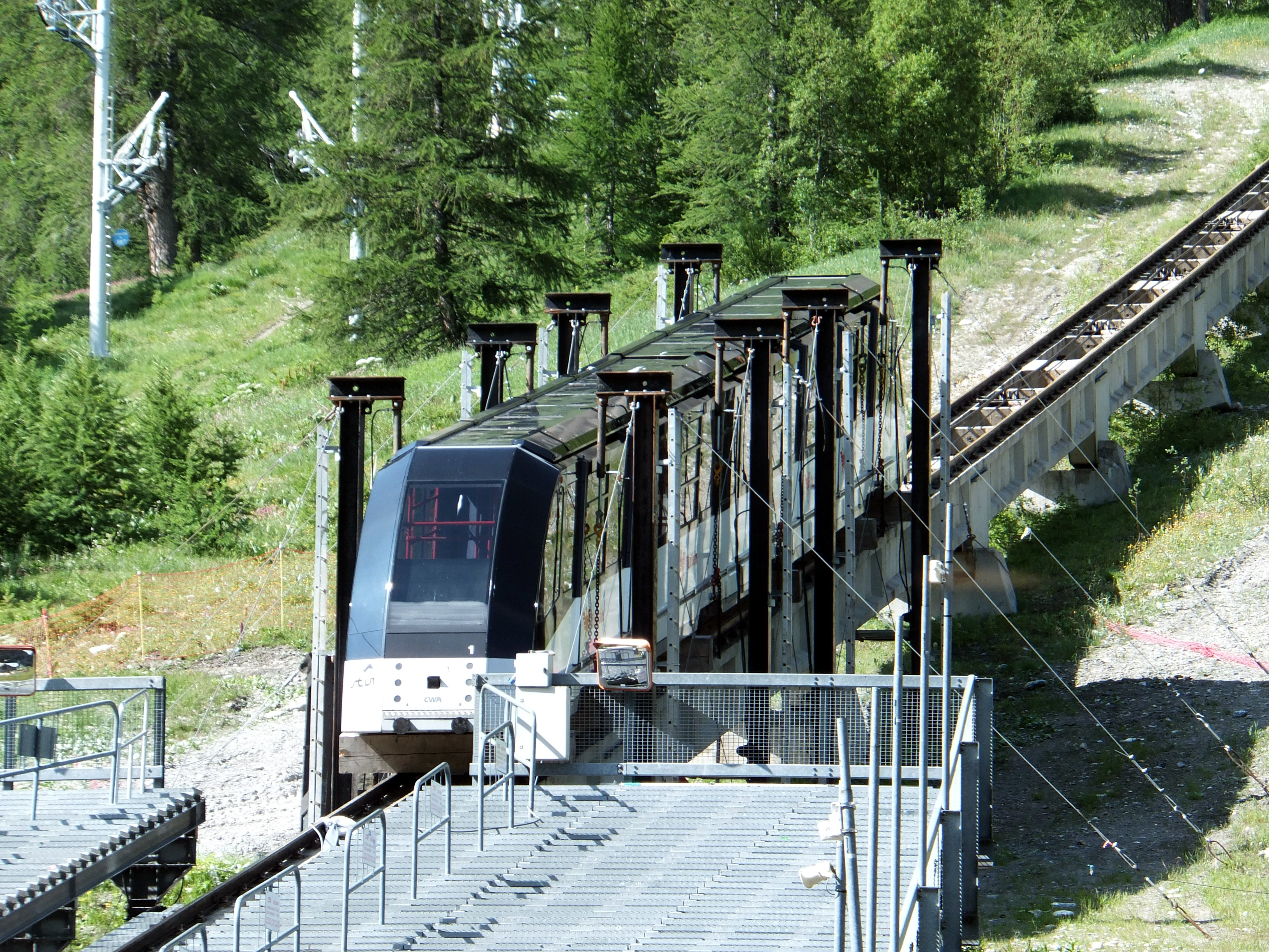
La cabine du Funival en été.